# Mittlerer Ladungsträger Springer
El Springer (designació completa: Mittlerer Ladungsträger Springer, Sd.Kfz. 304) era un vehicle de demolició utilitzat per la Wehrmacht durant la Segona Guerra Mundial.

## Descripció
Basat en el NSU Kettenkrad, NSU Werke AG a Neckarsulm, Alemanya, va desenvolupar i construir prop de 50 unitats del Springer fins al final de la Segona Guerra Mundial.
Per fer que el vehicle fos capaç de transportar aquesta enorme càrrega sense disposar del sistema de tracció de motocicleta, dos parells de rodes intervalades i sobreposades, a la part final del sistema de tracció en cada costat. Això va resultar en que el Springer disposava de tres rodes internes i externes. Estava alimentat per un motor Opel Olympia, el mateix utilitzat en el Kettenkrad.
El Springer era un vehicle de demolició. La seva tasca era transportar una càrrega de 330 kg d'alt explosiu protegit per una capa de blindatge, i explotar a l'arribar al seu objevtiu.
Un conductor, que podia sentar-se en la part posterior del Springer podia conduir el vehicle més prop del seu objectiu. L'aproximament final i la seva detonació es duïa a terme controlat mitjançant un cable o a control a distància.
El Springer va demostrar tindre els mateixos problemes que altres vehicles de radio control: eren molt cars i no gaire fiables. Com la carrega explosiva era una part integral del vehicle, aquest només podia ser utilitzat una vegada.

## Supervivents
Un Springer de NSU està en una exposició del Museu del Tanc, en el Regne Unit. Un altre està exposat en MM PARK, prop d'Estrasburg, França.